# Acanthocarpus (dier)
Acanthocarpus is een geslacht van krabben uit de familie van de Calappidae. De wetenschappelijke naam van het geslacht is voor het eerst geldig gepubliceerd in 1871 door Stimpson.

## Soorten
Acanthocarpus omvat de volgende soorten:
- Acanthocarpus alexandri Stimpson, 1871
- Acanthocarpus bispinosus A. Milne-Edwards, 1880
- Acanthocarpus brevispinis Monod, 1946
- Acanthocarpus delsolari Garth, 1973
- Acanthocarpus meridionalis Mané-Garzon, 1980